# پایگاه هوایی آبی پورت واشینگتن
پایگاه هوایی آبی پورت واشینگتن (به انگلیسی: Port Washington Water Aerodrome) یک فرودگاه همگانی است که یک باند فرود آب دارد. این فرودگاه در کشور کانادا قرار دارد و در ارتفاع ۰ متری از سطح دریا واقع شده است.

## شرکت‌های هواپیمایی و مقصدهای پروازی
| شرکت‌های هواپیمایی | مقصدهای پروازی |
| ----------------- | -------------- |
| Saltspring Air    | ونکوور         |
| سی‌ایر سی‌پلینز     | ونکوور         |